# Марселу Новаес
Марселу Толентіно Новаес (порт. Marcello Tolentino Novaes, нар. 13 серпня 1962, Ріо-де-Жанейро, Бразилія) — бразильський актор.

## Життєпис
Марселу навчався в театральній школі «Tablado» разом з Малу Мадером, Дрікою Мораесом, Маурісіу Маттаром та Феліпе Камарго. Його телевізійний дебют відбувся в 1988 році в теленовелі «Vale Tudo». 
Перша головна роль - автомеханік Рай у «Quatro por Quatro» (1994).  Саме під час цього проєкту, він зустрів та закохався в акторку Летіцію Спіллер. Вони одружилися та через два роки, в 1996 році, у них народився син Педро Новаес. Пара розлучилася в 2000 році. До шлюбу з Спіллер, Новаес мав стосунки з Шейлою Бетою, яка народила сина Діогу Новаеса в 1994 році.  
У 1996 році актор знявся разом з Андреа Бельтрао, Умберто Мартінсом і Мурілу Бенісіу у теленовелі «Віра-Лата» (випущеній в США як «Underdog»). Брав участь в історичному міні-серіалі «Chiquinha Gonzaga» та шоу «Andando nas Nuvens» у 1999 році.
У 2000 році він зіграв персонажа Бетерраба у теленовелі «Uga-Uga». Наступного року він зіграв Шанді в теленовелі «Клон», охоронця та хлопця багатої дівчини, яка страждала від наркотичної залежності. У 2003 році він виконав роль Ігнасіо в «A Casa das Sete Mulheres», а потім сільського хлопця  Тімотео в «Chocolate com Pimenta». 
Завдяки співпраці актора з письменницею Глорією Перес, яка розпочалася з теленовели «Клон», він взяв участь у її шоу в 2005 році. 
У 2008 році він зіграв серфінгіста Сандро у фільмі «Três Irmãs», але в листопаді на нього напали в нічному клубі Ріо-де-Жанейро. Це  змусило  актора покинути зйомки. 
У 2010 році він вперше знявся в кіно у фільмі «Десенрола». У 2011 році він разом з Дукою Рачід і Тельмою Гуедес зіграв заїку Кікікі в теленовелі «Кордель Енкантадо». Того ж року у актора вилучили водійські права, а також зобов'язали виплатити штраф у розмірі близько 1000 бразильських реалів за відмову пройти тест на алкотестер в Ріо-де-Жанейро. У 2012 році він зіграв свою першу роль лиходія, підступного  Макса в «Avenida Brasil». За виконання ролі, актор отримав високу оцінку критиків. 
У 2013 році він знявся у теленовелі  «Além do Horizonte». У 2014 ввійшов до акторського складу «Dupla Identidade», серіалу Глорії Перес.
У 2017, приєднався до акторського складу мильної опери «O Outro Lado do Paraíso».  У наступному році він знявся в «O Sétimo Guardião» в ролі лиходія. У 2022 році, зіграв менеджера Еженіо в теленовелі «Além da Ilusion».

## Фільмографія
Телебачення
| Рік  | Назва                    | Роль                                     | Примітка                                          |
| ---- | ------------------------ | ---------------------------------------- | ------------------------------------------------- |
| 1988 | Vale Tudo                | Андре                                    |                                                   |
| 1989 | Top Model                | Філіпе Аугусто                           |                                                   |
| 1990 | Rainha da Sucata         | Джеральдо Джованні                       |                                                   |
| 1991 | Vamp                     | Пілот                                    | Запрошена зірка                                   |
| 1992 | Deus Nos Acuda           | Джеральдо Джованні                       |                                                   |
| 1992 | Você Decide              | Тіягу                                    | Епізод "Жах"                                      |
| 1992 | Anos Rebeldes            | Олаву                                    |                                                   |
| 1992 | Você Decide              | Тоні Бароссу                             | Епізод "Обережна любов"                           |
| 1993 | Você Decide              | Bolonha                                  | Епізод "Тато чи мама"                             |
| 1994 | Você Decide              | Антунеш                                  | Епізод "Близький друг"                            |
| 1994 | Quatro por Quatro        | Раймундо                                 |                                                   |
| 1996 | Vira Lata                | Фідель                                   |                                                   |
| 1997 | Zazá                     | Хьюго                                    |                                                   |
| 1998 | Malhação                 | Пауліно                                  |                                                   |
| 1998 | Sai de Baixo             | Годзілла                                 | Епізод "Спиною до небезпеки"                      |
| 1998 | A Turma do Didi          | Зіграв сам себе                          | Епізод "25 жовтня"                                |
| 1999 | Chiquinha Gonzaga        | Jacinto Ribeiro do Amaral                |                                                   |
| 1999 | Andando nas Nuvens       | Рауль Редрейра                           |                                                   |
| 2000 | Malhação                 | Феліпе Кальдас                           |                                                   |
| 2000 | Uga Uga                  | Дарсі дос Сантос                         |                                                   |
| 2001 | O Clone                  | Алехандре «Шанді» Кордейро               |                                                   |
| 2003 | A Casa das Sete Mulheres | Ігнасіо                                  |                                                   |
| 2003 | Chocolate com Pimenta    | Тімотеу Маріану да Сільва                |                                                   |
| 2004 | Sob Nova Direção         | Флавіо                                   | Епізод "Двоє втрачених однієї божевільної ночі"   |
| 2005 | América                  | Дженівальдо                              |                                                   |
| 2006 | Malhação                 | Даніель Сан Мартін                       |                                                   |
| 2007 | Sete Pecados             | Vicente de Freitas                       |                                                   |
| 2008 | Três Irmãs               | Сандро Редрейра                          |                                                   |
| 2008 | Guerra e Paz             | Rolandão                                 | Епізод: "Boleiros & Barangas"                     |
| 2008 | Casos e Acasos           | Рейналду Пауло                           | Епізод: "Пограбування, звільнення та усиновлення" |
| 2008 | Dicas de um Sedutor      | Мауро                                    | Епізод: «Не те, що здається»                      |
| 2009 | Cama de Gato             | Бенедіто (Бене)                          |                                                   |
| 2011 | Cordel Encantado         | Quintino dos Reis (Quiquiqui)            |                                                   |
| 2012 | Avenida Brasil           | Максвел Перейра Олівейра                 |                                                   |
| 2013 | Além do Horizonte        | Kléber Martins                           |                                                   |
| 2014 | Dupla Identidade         | Алехандре Діас                           |                                                   |
| 2015 | Правила гри              | Вальтерсіо Стюарт (Вава)                 |                                                   |
| 2016 | Sol Nascente             | Вітторіо                                 |                                                   |
| 2017 | O Outro Lado do Paraíso  | Ренан                                    |                                                   |
| 2017 | TOC's de Dalila          | Heitor Abrantes Ferrão                   | Епізод "Я доторкнусь до тебе"                     |
| 2018 | O Sétimo Guardião        | José Sampaio de Oliveira Gomes (Sampaio) |                                                   |
| 2020 | Diário de Um Confinado   | Феліпе                                   | 2 сезон                                           |
| 2022 | Além da Ilusão           | Євгеніо Барбоса                          |                                                   |

Кіно
| Рік  | Назва                           | Роль       |
| ---- | ------------------------------- | ---------- |
| 2007 | Sambando nas Brasas, Morô?      | Педро      |
| 2008 | O Guerreiro Didi e a Ninja Lili | Др. Маркос |
| 2010 | Desenrola                       | Габріель   |
| 2014 | Casa Grande                     | Хьюго      |